# 天主教阿巴卡利基教區
天主教阿巴卡利基教區（拉丁語：Dioecesis Abakalikiensis）是尼日利亞一個羅馬天主教教區，屬奧尼查總教區。
1977年11月10日升為教區。2012年有教友484,720人（佔轄區人口23.4%）、105個堂區、124名司鐸。現任教區主教為彌額爾·納希·奧科羅。